# Chlaenius conformis
Chlaenius conformis es una especie de escarabajo de la familia Carabidae.

## Distribución geográfica
Se distribuye por el sur de la península ibérica y África.